# Biologische Heißentfettung
Unter biologischer Heißentfettung versteht man die Entfernung von Ölen bzw. Fetten aus den Entfettungs- bzw. Spülbädern oberflächenbearbeitender Betriebe mit Hilfe thermophiler Mikroorganismen. Durch die biologische Behandlung soll eine kontinuierliche Aufbereitung der Entfettungs- bzw. Spülbäder vor Ort in den Betrieben stattfinden, wodurch sich für die Unternehmen eine Reihe von Vorteilen ergeben. Im Folgenden werden Fette und Öle synonym als „Fette“ bezeichnet.

## Konventionelle wässrig alkalische Heißentfettung

### Ablauf der Heißentfettung
Das wässrig alkalische Heißentfettungsverfahren wird zur Vorbereitung von Werkstoffoberflächen vor deren Weiterverarbeitung eingesetzt, um vorhandenes Fett von den Werkstücken zu entfernen. Abbildung 1 zeigt eine mögliche Anordnung der Reinigungsbäder einer konventionellen Heißentfettung, bestehend aus einem Entfettungsbad, dem sogenannten Aktivbad, und einer 3-stufigen Spülbadkaskade.

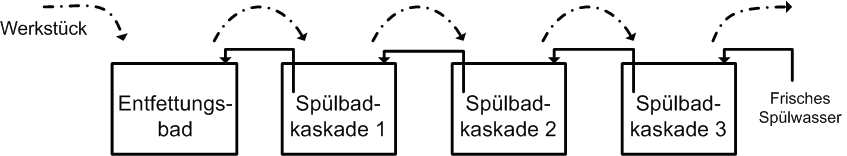
Abbildung 1: Typische Anordnung der Reinigungsbäder

Das Werkstück wird zunächst in ein wässrig alkalisches Entfettungsbad getaucht, in welchem grobe Schmutzpartikel und der anhaftende Fettfilm abgelöst werden. Nach dem Entfettungsbad durchläuft das Werkstück eine Kaskade aus Spülbädern, in denen die anhaftende Reinigungslösung stetig verdünnt und abgespült wird. Dadurch vermindert sich die Konzentration der alkalischen Überreste, die in nachfolgende Bäder verschleppt werden.
Um den Verlust durch Verdunstung auszugleichen, wird den Spülbädern Frischwasser (VE-Wasser) zugesetzt.

### Mechanismus der Entfettung
Im Entfettungsbad bewirken zwei ineinandergreifende Mechanismen die Entfettung der Werkstückoberflächen. Zum einen chemisch, da das Entfettungsbad verschiedenartige waschaktive Substanzen enthält, die für die Ablösung des Fettes im Film und dessen Emulgierung sorgen. Zum anderen beschleunigen mechanische Vorgänge (wie z. B. Einleiten von Dampf, Umwälzen des Beckeninhalts oder Bewegung des Werkstückes) den Entfettungsvorgang.
Die Entfettung wäre dann theoretisch erfolgreich abgeschlossen, wenn der Film auf der Metalloberfläche vollständig aus reinem Wasser bestehen würde. Praktisch kann der Zustand absoluter Reinheit durch Verdünnung (vgl. Abschnitt „Ablauf der Heißentfettung“) nie erreicht werden, die Fettkonzentration im Film nimmt zwar ab, jedoch bleibt immer eine Restverschmutzung auf der Oberfläche zurück.

### Chemie der Entfettung
Nach Lutter besteht das Entfettungsbad im Allgemeinen aus einer wässrigen Natriumhydroxid-Lösung (Natronlauge, NaOH) und einer Kombination aus grenz- bzw. oberflächenaktiven Substanzen (Tenside) und anorganischen Schmutzträgern (Builder), die auf den Grad der Verschmutzung und die Werkstoffoberfläche abgestimmt ist. Die Verseifung der Fette und das Einstellen des gewünschten pH-Wertes erfolgt durch Zugabe von Natronlauge (Konzentration liegt zwischen 1 und 10 %). Die Reinigungswirkung der Tenside beruht auf Benetzen, Ablösen und Emulgieren der Fette und Feststoffe. Aufgabe der Builder ist es, die Fetttropfen und Feststoffpartikel in der Waschflüssigkeit zu stabilisieren. Darüber hinaus übernehmen sie die Aufgaben der Wasserenthärtung, Alkanisierung und Dispergierung von unlöslichem Schmutz.

### Physik der Entfettung
Der Temperaturbereich einer Heißentfettungsanlage, in der alkalische Reiniger zum Einsatz kommen, liegt oberhalb von 60 °C. Bei diesen Betriebstemperaturen erhöhen sich sowohl die Fließfähigkeit als auch die Löslichkeit des Öles, wodurch sich die Verschmutzung leichter von der Oberfläche löst.
Außerdem erfolgt bei diesen hohen Temperaturen keine Bildung pathogener Keime, so dass auf die Zugabe keimtötender Biozide verzichtet werden kann.
Die Verweilzeit des Werkstückes im Bad richtet sich nach dem Verschmutzungsgrad und liegt im Bereich von ca. 10 bis 30 Minuten.

### Anlagentechnik
In der Reinigungslösung reichern sich Öle bzw. Fette und weitere Schmutzpartikel an, d. h. die Reinigungslösung „verbraucht“ sich.
Eine Regenerierung der Reinigungslösungen ist in der Praxis nicht üblich, weshalb sie nach Erreichen der Schmutztragekapazität erneuert werden müssen. Denkbar wäre auch eine Badpflege, bei der die eingetragenen Fette und Feststoffe kontinuierlich entfernt werden. Eine Möglichkeit der kontinuierlichen Badpflege ist in Abbildung 2 anhand eines exemplarisch ausgewählten Anwendungsbeispieles zu sehen. Ein Teil des Spülbadinhaltes gelangt in einen Konzentratbehälter und wird mittels Druckerhöhungspumpe durch ein nachgeschaltetes Membranmodul gefördert. Das Permeat besteht hauptsächlich aus Wasser und den membrangängigen Tensiden und wird im Spülbad und/oder im Entfettungsbad wiederverwertet. Durch den Entzug von Wasser kommt es zur Aufkonzentrierung des Retentats, welches in den Konzentratbehälter zurückgeführt wird. Das Konzentrat wird bei Bedarf abgezogen und entsorgt.

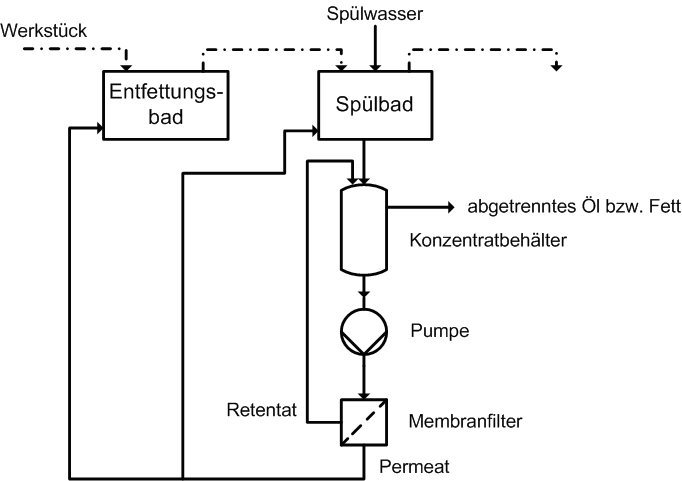
Abbildung 2: Badpflege in einer konventionellen Entfettungsanlage

## Biologische Heißentfettung
Die mikrobielle Heißentfettung bietet nun einen Lösungsansatz zur verbesserten Badpflege vor Ort, indem die Öle und Fette nicht nur abgetrennt, sondern von Mikroorganismen im Idealfall zu Kohlenstoffdioxid (CO2) und Wasser (H2O) umgewandelt werden. Hieraus resultiert eine Kostensenkung für Einsatzstoffe, Energiebedarf und Entsorgung.

### Biologische Grundlagen
Der mikrobielle Abbau von Kohlenwasserstoffen ist schon seit längerem bekannt und Gegenstand von Forschung und Entwicklung auf unterschiedlichsten Gebieten (z. B. Ölabbau bei Tankerunfällen, Bodensanierung bei Altlasten, biologische Entfettung in industriellen Betrieben).
Auch ist bekannt, dass der Kohlenwasserstoffabbau nicht nur auf wenige Gattungen beschränkt ist, sondern auf eine Vielzahl von Mikroorganismen zutrifft.
Den verschiedenen Habitaten entsprechend gibt es eine Reihe unterschiedlicher Arten von Mikroorganismen (hinsichtlich der Habite z. B. halophile, psychrophile, thermophile etc.), die in der Lage sind, Kohlenwasserstoffe abzubauen. Der Abbau kann durch Bakterien, Hefen oder Pilze erfolgen.
Bei den Mikroorganismen kann man zwei Gruppen unterscheiden:
1. Methylotrophe Organismen, die nur Methan abbauen (z. B. Methylomonas, Methylococcus, Methylosinus)
2. Mikroorganismen, die alle anderen Kohlenwasserstoffe (außer Methan) verstoffwechseln, welche jedoch die weitaus größere Artenzahl darstellen (z. B. Mycobacterium, Flavobacterium, Nocardia, Candida lipolytica, Candida tropicalis)

Der Abbau von Kohlenwasserstoffen beruht auf synergistischen Wechselwirkungen zwischen vielen verschiedenen Mikroorganismen. Es bedarf also einer mikrobiellen Lebensgemeinschaft (siehe Biozönose), um die jeweils vorhandenen, verschiedenen Kohlenwasserstoffe abzubauen.

#### Aufnahme und Abbau der Kohlenwasserstoffe
Der Abbau der Kohlenwasserstoffe erfolgt intrazellulär, die Fette müssen also in die Zelle hineingelangen. Das Problem hierbei ist, dass Fette i. d. R. hydrophob (wasserunlöslich) sind. Da die Mikroorganismen in der wässrigen Phase leben, erschwert dies die Aufnahme der Kohlenwasserstoffe in die Zelle.
Es gibt jedoch auch so genannte Öl-positive Mikroorganismen, deren Zellwand-Oberfläche hydrophob ist und sich dadurch „direkt in die Öl-Phase einlagern können“.
Der Transport der Kohlenwasserstoffe in die Zelle kann auf zwei unterschiedlichen Wegen erfolgen:
- Diffusion durch die Zellwand durch direkten Kontakt mit Öltropfen: Die Zellwand weist für hydrophobe, unpolare Moleküle (z. B. Benzol, Methan) und kleine ungeladene, polare Moleküle (z. B. Wasser, Glycerin, Kohlenstoffdioxid) hohe Diffusionskoeffizienten auf.[8]
- Mit Hilfe extrazellulärer Substanzen: Die Mikroorganismen bilden oberflächenaktive Substanzen (Biotenside), die in die Umgebung ausgeschieden werden. Mit diesen Biotensiden bilden sich Fett- bzw. Öl-Wasser-Emulsionen, die dann über Poren in der Zellmembran in die Zelle aufgenommen werden können.

Abgebaut werden die Kohlenwasserstoffe über mehrere Oxidationsstufen, im besten Fall sind die Endprodukte nur CO2 und H2O. Die Oxidation verläuft vom Alkanmolekül über Alkohol, Aldehyd zur Fettsäure. Die Fettsäuren werden anschließend durch die β-Oxidation katabolisiert.
Der Abbau erfolgt aerob unter hohem Sauerstoffbedarf in wässriger Umgebung. Zum Wachstum der Mikroorganismen müssen Nährstoffe, wie Phosphat, Sauerstoff, Stickstoff, Schwefel und Spurenelemente, wie Kalium, Calcium, Magnesium und Eisen vorhanden sein.
Bei fehlendem Sauerstoff erfolgt kein merklicher Abbau von Kohlenwasserstoffen.

#### Chancen des mikrobiellen Abbaus von Ölen und Fetten für die Heißentfettung
Wenn Entfettungsbäder heiß betrieben werden (Badtemperaturen > 60 °C), ist es sinnvoll, für den Fettabbau thermophile Mikroorganismen einzusetzen, deren Stoffwechseloptimum im Bereich von 50 bis 80 °C liegt.
Für den Fettabbau in Entfettungsbädern können z. B. Organismen der Gattungen Bacillus und Thermus genutzt werden; nachfolgende Tabelle stellt die verstoffwechselbaren Verbindungen der jeweiligen Gattung dar.
| Thermophile Mikroorganismen | Verstoffwechselbare Verbindungen |
| --------------------------- | -------------------------------- |
| Bacillus spp.               | Kohlenhydrate                    |
| Bacillus spp.               | Stärke                           |
| Bacillus spp.               | Methanol                         |
| Bacillus spp.               | Alkohole                         |
| Bacillus spp.               | Kurzkettige Fettsäuren           |
| Bacillus spp.               | Alkane                           |
| Bacillus spp.               | Aromate                          |
| Bacillus spp.               | Halogenierte Aromate             |
| Thermus spp.                | Kohlenhydrate                    |
| Thermus spp.                | Kurzkettige Fettsäuren           |
| Thermus spp.                | Aromate                          |

Herkunft solcher thermophiler Mikroorganismen können z. B. die heißen Quellen „Las Trinjeras“ in Venezuela und die „Blaue Lagune“ (heiße Quelle) in Island sein, wie Arbeiten am Institut für Biologische Verfahrenstechnik an der Hochschule Mannheim zeigen.

### Technische Umsetzung
Wie in Abschnitt „Anlagentechnik“, entstehen selbst bei einer Aufbereitung des Spülbadinhaltes Entsorgungskosten durch sich anreichernde Fett- und Schmutzpartikel. An dieser Stelle setzt nun die Prozessverbesserung durch mikrobielle Unterstützung an.
In Abbildung 3 ist das modifizierte Verfahren nach dem Prinzip der biologischen Heißentfettung dargestellt.

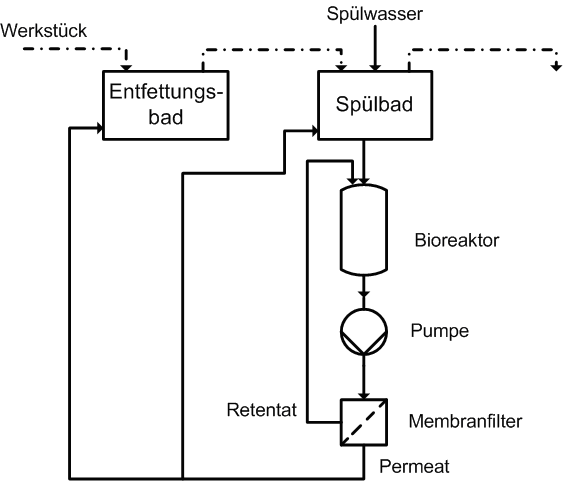
Abbildung 3: Technisches Prinzip der biologischen Heißentfettung

Anstelle des Konzentratbehälters wird das Spülwasser, welches Fette und Reiniger enthält, nun kontinuierlich einem Bioreaktor zugeführt, in dem sich die fettabbauenden, thermophilen Mikroorganismen befinden. Das Retentat enthält neben den nicht membrangängigen Substanzen auch die Biomasse, welche in den Bioreaktor zurückgeführt werden. Im Permeat befinden sich auch die Biotenside (vgl. Abschnitt „Biologische Grundlagen“), die die Mikroorganismen zur Kohlenwasserstoffaufnahme gebildet haben. Rückgeleitet in das Entfettungsbad können diese Biotenside zusätzlich die Entfettung der Werkstückoberfläche unterstützen.
Um eine übermäßige Zunahme der Biomasse im Bioreaktor zu verhindern, wird eine für die Zellvermehrung notwendige Komponente im Minimum gehalten (siehe Liebigsches Minimumgesetz).

## Vorteile der biologischen Heißentfettung
Die mikrobiell unterstützte Heißentfettung kann folgende Vorteile aufweisen:
- Da die Mikroorganismen die Fette abbauen, entfällt die Entsorgung fetthaltiger Konzentrate.
- Durch den mikrobiellen Abbau der Fette ist eine Betriebstemperatur unterhalb von 60 °C möglich, so dass Energiekosten eingespart werden können.[2]
- Infolge eines konstant geringen Anteils an Fettphasen in den Spülbädern (durch Einsatz von Mikroorganismen) erhöht sich die Standzeit des Spülbades und je nach Kreislaufführung auch die des Entfettungsbades wesentlich.[2]
- Durch ihre Fähigkeit, Biotenside zu bilden und auszuscheiden, kann die Zugabe von Tensiden zum Entfettungsbad reduziert werden, da ein Teil des behandelten Spülwassers in das Entfettungsbad geleitet wird.[10]